# Большая голомянка
Большая голомянка, или байкальская голомянка (лат. Comephorus baikalensis), — вид лучепёрых рыб из семейства рогатковых (Cottidae). Большая голомянка является многочисленным, но непромысловым видом, основным пищевым объектом байкальской нерпы, составляющим до 28 % её рациона.

## Описание
Самки крупнее самцов и достигают в длину 23 см при массе 64 г, самцы не превышают 15 см в длину и 21 г массы. Голова приплюснута и лишена вооружения, составляет почти четверть длины тела. Голова с крупным косым ртом и зубами. Зубы мелкие, волосковидные, имеются на внутренней и внешней сторонах челюстей. Тело стройное, практически прозрачное, голое, с очень тонкой кожей. Хвостовой стебель очень короткий. Боковая линия идёт до середины длинного второго спинного плавника. Брюшных плавников нет. Грудные плавники очень длинные. Анальный плавник очень длинный, симметричный второму спинному плавнику. Лучи анального плавника доходят до краевых лучей хвостового. Глаза крупные, на голове сильно развитые полости чувствительных органов системы боковой линии. Окраска бледно-розовая с перламутровым отливом. У некоторых экземпляров на спине, верхней части головы и у основания хвостового плавника присутствуют редкие звездчатые меланофоры — крошечные коричневые точки. Плавники прозрачные. Является чрезвычайно жирной рыбой, из-за чего ее удельный вес меньше удельного веса воды, так у крупных самок жирность тела достигает 40% сырого веса.

## Ареал
Эндемик озера Байкал. Вид обитает в толще открытых вод и встречается до глубины 1600 м.

## Биология
Вид ведет пелагический образ жизни и держится преимущественно на открытых районах озера Байкал. Зимой и в начале весны держится подо льдом на глубине 25—400 м, совершает вертикальные миграции вслед за своим кормовым объектом. Летом рыбы встречаются на глубине от 300 до 1700 м. Начиная с осени в ночное время рыбы поднимаются в верхние слои. Взрослые питаются макропланктоном (амфиподы Macro-hectopus branickii), личинками своего вида и малой голомянки. Молодь питается исключительно Epischura baicalensis. Половая зрелость наступает в возрасте 3 лет. Плодовитость самок в возрасте 3—6 лет в среднем составляет 1200—2675 икринок. Характерно живорождение. Массовый вымет личинок происходит во второй половине июля или в августе. Вымет растянут во времени, самки с развитыми эмбрионами встречаются круглый год. Личинки в дневное время держатся на больших глубинах, а ночью поднимаются до 10 м. Предельный возраст самок большой голомянки — 7 лет, самцов — 4 года.